# خوانیو (بازیکن فوتبال، زاده ۱۹۷۷)
خوانیو (انگلیسی: Juanjo؛ زادهٔ ۴ مهٔ ۱۹۷۷) بازیکن فوتبال اهل اسپانیا است.
از باشگاه‌هایی که در آن بازی کرده‌است می‌توان به باشگاه فوتبال اینورنس کالدنیون تیسل، باشگاه فوتبال بارسلونا سی، باشگاه فوتبال آریس لیماسول، باشگاه فوتبال هارت آف میدلوتیان، باشگاه فوتبال همیلتون آکادمیکال، باشگاه فوتبال بارسلونا بی، باشگاه فوتبال گرانادا، باشگاه فوتبال بارسلونا، و باشگاه فوتبال برادفورد سیتی اشاره کرد.